# عثمان ماما
عثمان ماما (6 أكتوبر 2005) هو لاعب كرة قدم محترف يلعب كمهاجم لنادي مونبلييه. ولد في فرنسا، ويمثل المغرب على دوليا في منتخب الشباب.

## المسيرة الكروية
في 12 مايو 2024، ظهر ماما لأول مرة مع نادي مونبلييه في الدوري الفرنسي، عندما دخل بديلاً ضد موناكو. لقد أتم خمس مراوغات وتسديدتين على المرمى، وهو الأداء الذي "أذهل المراقبين". في المباراة التالية في 19 مايو، بدأ مباراته الأولى مع الفريق الأول وسجل هدفه الاحترافي الأول في مباراة ضد لانس. في عمر 18 عامًا و226 يومًا، أصبح ثالث أصغر هداف في تاريخ مونبلييه.

## مهنة دولية
في مارس 2024، استدعي للعب مع منتخب المغرب تحت 20 عامًا لخوض مباراتين وديتين ضد منتخب إنجلترا تحت 19 عامًا ومنتخب الولايات المتحدة تحت 19 عامًا. لعب في المباراة ضد إنجلترا.